# Boston Open 2006
Die Boston Open 2006 im Badminton fanden in Cambridge statt.

## Sieger und Finalisten
| Disziplin    | Gold                            | Silber                        |
| ------------ | ------------------------------- | ----------------------------- |
| Herreneinzel | Raju Rai                        | Tony Gunawan                  |
| Dameneinzel  | Lili Zhou                       | Eva Lee                       |
| Herrendoppel | Howard Bach Khankham Malaythong | Halim Haryanto Raju Rai       |
| Damendoppel  | Eva Lee Mesinee Mangkalakiri    | Angeline de Pauw Lauren Todt  |
| Mixed        | Halim Haryanto Angeline de Pauw | Tony Gunawan Jennifer Coleman |